# Destroy the Machines
Destroy the Machines — дебютный студийный альбом американской металкор-группы Earth Crisis, выпущенный 25 мая 1995 года. Многие считают этот альбом первым настоящим металкор-альбомом. И хотя он получил смешанные отзывы среди критиков и поклонников группы, звучание альбома распространилось в индустрии метала и привело к образованию новых групп, играющих металкор.
В 2006 году американская прогрессив-метал группа Between the Buried and Me записала кавер-версию песни «Forced March» и выпустила её на своём четвёртом альбоме The Anatomy Of. Журнал MetalSucks описал Destroy the Machines как "хардкорный взгляд" на грув-метал Pantera/Exhorder/Prong конца 80-х-начала 90-х годов.

## Список композиций
Все песни были написаны вокалистом группы Карлом Бикнером.
| №                   | Название                | Длительность |
| ------------------- | ----------------------- | ------------ |
| 1.                  | «Forced March»          | 3:48         |
| 2.                  | «Born from Pain»        | 3:16         |
| 3.                  | «Destroy the Machines»  | 3:12         |
| 4.                  | «New Ethic»             | 2:53         |
| 5.                  | «The Discipline»        | 3:47         |
| 6.                  | «Deliverance»           | 3:09         |
| 7.                  | «Inherit the Wasteland» | 2:50         |
| 8.                  | «Asphyxiate»            | 2:56         |
| 9.                  | «The Wrath of Sanity»   | 3:51         |
| 10.                 | «Fortress»              | 4:29         |
| Общая длительность: | Общая длительность:     | 34:10        |

## Участники записи
- Карл Бикнер — вокал, автор песен
- Скотт Крус — лид-гитара
- Крис Вихман — ритм-гитара
- Иэн Эдвардс — бас-гитара
- Деннис Меррик — ударные